# Premios XMA
Los Premios XMA, hasta 2024 conocidos como Premios XBIZ, se conceden anualmente para honrar a "los individuos, las empresas, los artistas intérpretes o ejecutantes y de los productos que desempeñan un papel esencial en el crecimiento y el éxito de entretenimiento para adultos".Alex Helmy, editor y fundador de XBIZ, describió: "Nació del deseo de la industria tener un evento de entrega de premios que no sólo abarque todas las facetas de la empresa, sino también uno que presente un profesional de honor y con clase." Organizada por la revista de adultos Trade Magazine,  se han entregado desde el año 2003. Las nominaciones son presentados por los clientes y los ganadores son votados por el personal de XBIZ, colegas de la industria y de las organizaciones participantes. Los Premios fueron creados originalmente para reconocer los logros en la línea de la industria para adultos, pero, en los últimos años, las categorías de videos se han añadido.
Los Premios XMA, en la industria del cine para adultos, han sido comparados con los Premios Globos de Oro, en la corriente principal de la industria cinematográfica. En el año 2010, se celebraron en el Avalon en Hollywood, California.
El número de categorías se ha ampliado a lo largo de los años para incluir, a partir del año 2014, más de 150.Los ganadores de los Premios mencionados a continuación son en su mayoría para las principales categorías.

## Actuación

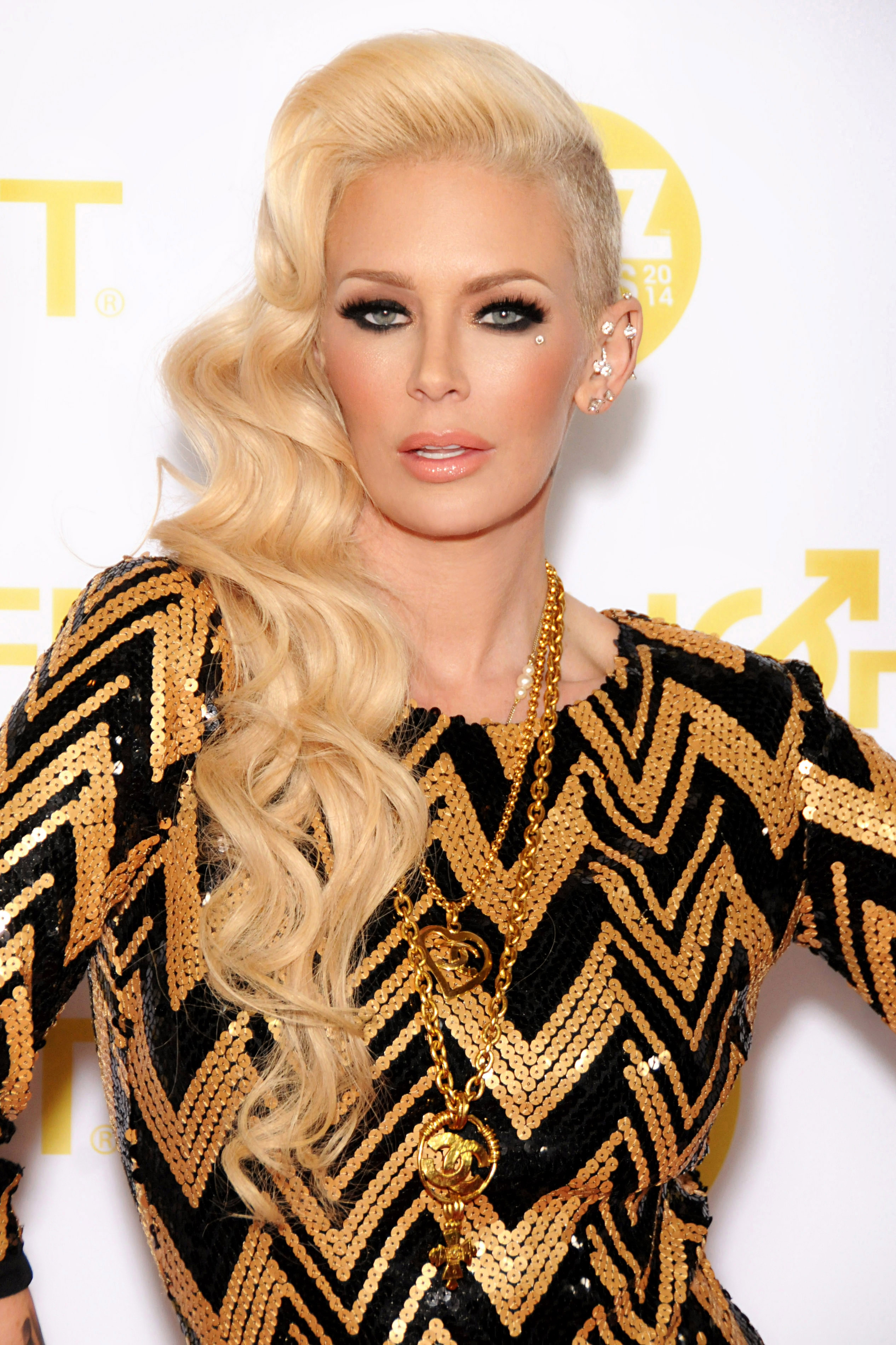
Jenna Jameson en la entrega de los entonces Premios XBIZ en 2014.

### Actuación (Femenina) del Año
- 2010 Kimberly Kane, El Sexo de los Archivos: A Dark XXX Parody (Revolución X/New Sensations)[7][8][9]
- 2011 Kayden Kross, El Calor Del Cuerpo (Digital Playground)[8]
- 2012 Jessie Andrews, Retrato de una Niña Llamada (Elegant Angel)[10]

### Mejor Actriz -Película
- 2013 (Ex Aequo) - Lily Carter y Lily LaBeau, Páramo, (Elegant Angel)[11]
- 2014 Remy LaCroix, La Tentación de Eva (New Sensations)[12][13]
- 2015 Carter Cruise, Segundas Oportunidades, (New Sensations)[14]
- 2016 India Summer, El Matrimonio 2.0 (León Reach/Adam & Eve)[15]

### Mejor Actriz-Parodia
- 2013 Allie Haze, Star Wars, XXX, (Axel Braun Producciones/Vivid Entertainment)[11]
- 2014 Riley Reid, Grasa XXX: UNA Parodia (X-Play/Adam & Eve)[12][13]
- 2015 Jessica Drake, 'Blanca nieves XXX: An Axel Braun Parody' (Axel Braun Producciones/Wicked Pictures)[14]
- 2016 Riley Steele, "Barbarella" XXX: An Axel Braun Parody (Wicked Pictures)[15]

### Mejor Actriz-Parejas-Temática
- 2013 Remy LaCroix, Rasgado (New Sensations)[11]
- 2014 Marie McCray, la Verdad Sea dicha (Skow for Girlfriends Films)[12][13]
- 2015 Maddy O'Reilly, La Liberación Sexual de Anna Lee (New Sensations)[14]
- 2016 Keira Nicole, El Columpio De La Vida (New Sensations)[15]

### Mejor Actriz-Chica
- 2013 Sheridan Amor, En Contra De Su Voluntad (New Sensations)[11]
- 2014 Dani Daniels, El Amante Vampiro (Sparks Entertainment/Exile)[12][13]
- 2015 Carter Cruise, Lesbian Vampire Academy (Hustler Video)[14]
- 2016 Penny Pax, Lesbianas Amantes De La Moda (Adam & Eve)[15]

### Mejor Actuación (Masculino) del Año
- 2010 , Evan Stone, Esto no es Star Trek (Hustler Video)[7][9][16]
- 2011 Keni Styles, la Malicia en Lalaland (Miss Lucifer Prod./Vivid Entertainment)[8]
- 2012 Tommy Pistol, Conductor de Taxi XXX (Sensual Diamante/el Placer de la Dinastía/el Exilio de Distribución)[10]

### Mejor Actor - Película
- 2013 Steven Santa Cruz, Desgarrado, (New Sensations)[11]
- 2014 James Deen, El Nuevo Detrás de la Puerta Verde (Vivid Entertainment)[12][13]
- 2015 Steven Santa Cruz, Wetwork (Vivid Entertainment)[14]
- 2016 Steven San Croix, Wanted (Wicked Pictures/Adam & Eve)[15]

### Mejor Actor - Parodia
- 2013 Seth Gamble, Star Wars XXX (Axel Braun Producciones/Vivid Entertainment)[11]
- 2014 Seth Gamble, Grasa XXX: UNA Parodia (X-Play/Adam & Eve)[12][13]
- 2015 Tommy Pistol, Not the Jersey Boys XXX (X-Play/Pulso)[14]
- 2016 Ryan Ryder, Peter Pan XXX: An Axel Braun Parody (Wicked Pictures)[15]

### Mejor Actor - Parejas-Temática
- 2013 Richie Calhoun, El Amor, El Matrimonio Y Otras Malas Ideas (New Sensations)[11]
- 2014 Derrick Pierce, Toba Amor (Wicked Pictures)[12][13]
- 2015 Xander Corvus, La Liberación Sexual de Anna Lee (New Sensations)[14]
- 2016 Tommy Pistol, Wild Inside (Vivid Entertainment)[15]

### Mejor Actriz De Reparto
- 2012 Raven Alexis, Armas Secretas (Digital Playground)[10]
- 2013 de la Piel de Diamante, la Venganza de los Petites (AMKingdom/el Exilio de Distribución)[11]
- 2014 Riley Reid, La Presentación de Emma Marx (New Sensations)[12][13]
- 2015 Jessa Rhodes, Segundas Oportunidades (New Sensations)[14]
- 2016 Riley Reid, La Presentación de Emma Marx 2: Límites (New Sensations)[15]

### Mejor Actor De Reparto
- 2012 Xander Corvus, Horizonte (Wicked Pictures)[10]
- 2013 Brendon Miller, The Dark Knight XXX: UNA Parodia Porno, (Axel Braun Producciones/Vivid Entertainment)[11]
- 2014 Tommy Pistol, La Tentación de Eva (New Sensations)[12][13]
- 2015 Chad White, Segundas Oportunidades (New Sensations)[14]
- 2016 Brendon Miller, Batman vs Superman XXX: An Axel Braun Parody (Wicked Pictures)[15]

### Mejor Escena de Sexo
- 2012 Alec Knight, Retrato de una Niña Llamada (Elegant Angel)[10]
- 2013 JJ Hollyberry, No la Casa de los Animales XXX (X-Play/Adam & Eve)[11]
- 2014 James Bartholet, No el mago de Oz XXX (X-Play/Pulso)[12][13]
- 2015 Jacky Santiago, Segundas Oportunidades (New Sensations)[14]
- 2016 Roy Karch, el Amor, el Sexo y las Noticias de TELEVISIÓN (X-Play/Adam & Eve)[15]

## Los Programas De Afiliados

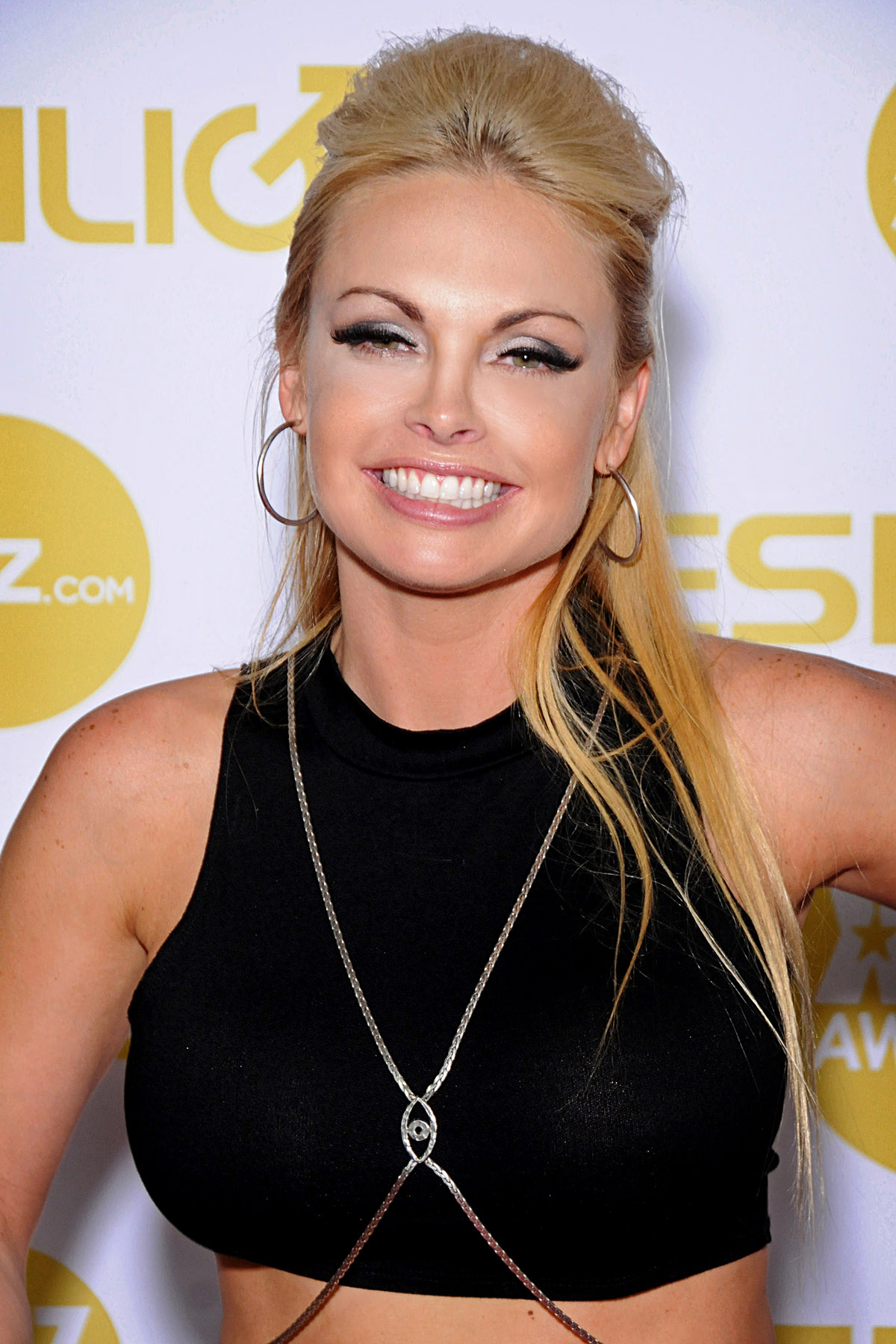
Jesse Jane en el año 2014 en la entrega del Premio XBIZ.

### Programa de afiliados del Año
- 2003 Platino Dólares[16]
- 2004 Adulto Revenue Service (ARS)[16]
- 2005 SilverCash[16]
- 2006 SilverCash[16]
- 2007 A Velocidad De La Luz En Efectivo[16]
- 2008 TopBucks[16]
- 2009 Brazzers[16]
- 2010 Pimproll[9][16]
- 2011 lollypop[16]

### Programa de afiliados del Año Europeo
- 2011 AdultWebmasterEmpire (AWE)[8]
- 2012 AdultWebmasterEmpire (AWE)[10]
- 2013 PartnerCash[11]
- 2014 Manica Dinero[12][13]
- 2015 ReallyUsefulCash[14]

### Programa De Afiliados - Gay
- 2011 (empate) Compañero de Ganancias y PrideBucks[8]

### Programa de afiliados del Año - Multi-Plataforma
- 2011 CECash[8]
- 2012 Gamma De Entretenimiento[10]
- 2013 Gamma De Entretenimiento[11]
- 2014 CECash[12][13]

### Programa de afiliados del Año - Red=
- 2016 Gamma De Entretenimiento[15]

### Programa De Afiliados - Estrella Del Porno
- 2011 FameDollars[8]

### Programa de afiliados del Año - al por menor
- 2011 FN de Efectivo (Fleshlight)[8]
- 2012 FN de Efectivo[10]
- 2013 GameLink[11]
- 2014 Gamelink[12][13]
- 2015 Gamelink[14]
- 2016 AdultShopping.com[15]

### Programa De Afiliados - Solo Chica
- 2011 TwistysCash[8]
- 2012 TwistysCash[10]

### Programa de afiliados del Año de la Especialidad
- 2011 Joanna Angel Dólares[8]
- 2013 GroobyBucks[11]
- 2014 MrSkinCash (MrSkin.com)[12][13]
- 2015 MrSkinCash (MrSkin.com)[14]
- 2016 MrSkinCash[15]

### Programa De Afiliados - Studio
- 2011 Bang Bros (Bang Producciones)[8]

### Programa de afiliados - VOD
- 2012 AEBN[10]

## Todos-Negro

### Negro Lanzamiento del Año
- 2012 Un Toque de Seducción (Wicked Pictures)[10]
- 2013 Directamente Desde Mi Corazón (Costa Oeste Producciones)[11]
- 2014 Negro De Calor (Jules Jordan Video)[12][13]
- 2015 La Seducción de la Piel de Diamante (del Diablo (Película)[14]
- 2016 Panteras Negras 4 (Lexington Steele/Evil Angel)[15]

### Todo-Negro La Serie
- 2012 Gran Culo Tramposos (Costa Oeste Producciones)[10]
- 2013 Club De Élite (Elegant Angel)[11]

## Chica-Chica

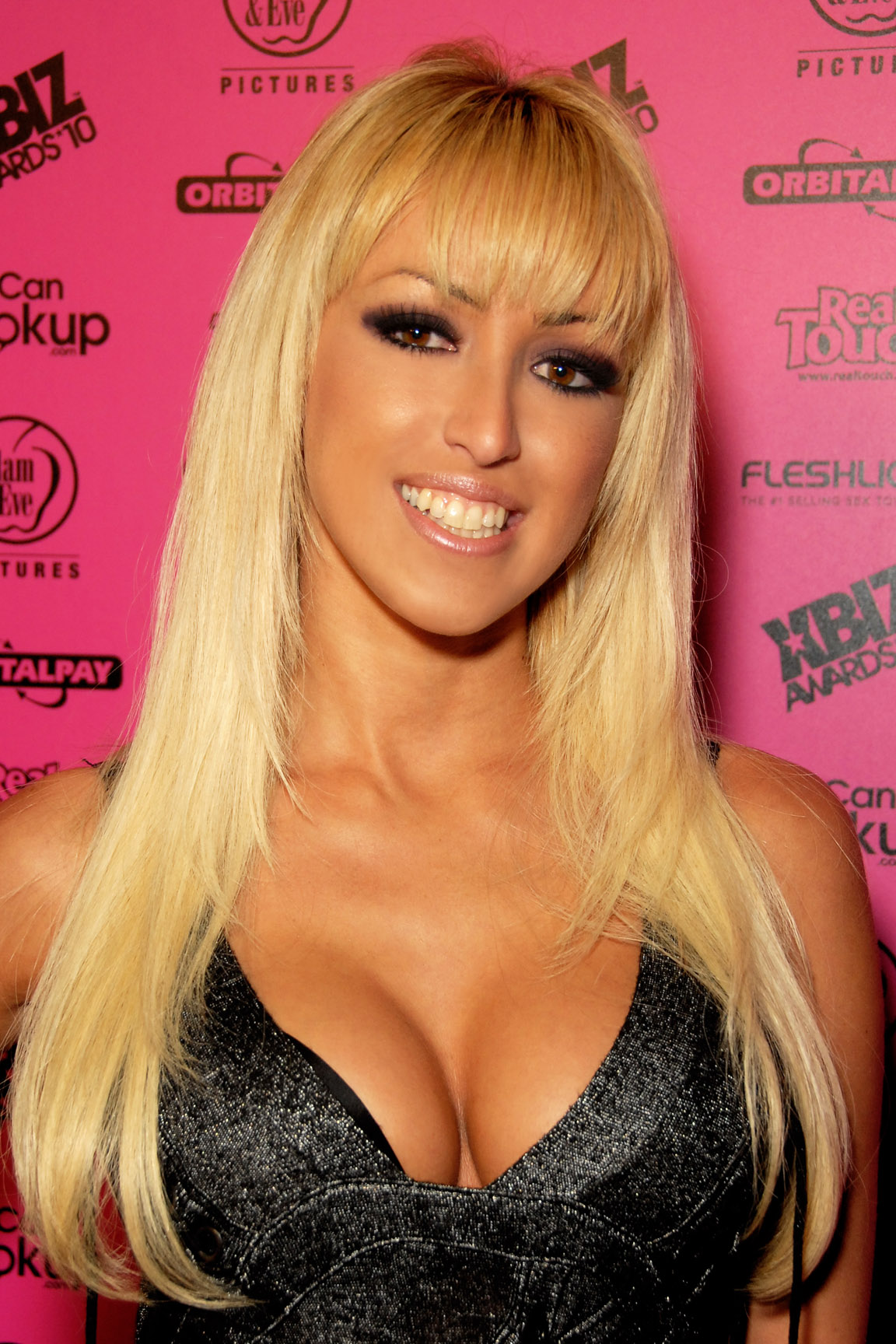
Breanne Benson en el año 2010 en la entrega del Premio XBIZ.

### Lanzamiento del Año
- 2012 Cereza (JewelBox Películas/Digital Playground)[10]
- 2013 A Las Niñas Con Las Niñas (Abby Winters/Wicked Pictures)[11]
- 2014 La Seducción de Riley Reid (del Diablo (Película)[12][13]
- 2015 Alexis y Asa (Adán Y Eva)[14]
- 2016 El Negocio de las Mujeres (Girlsway/Girlfriends Films)[15]

### La serie del Año
- 2012 Budapest (Girlfriends Films)[10]
- 2013 Lesbianas Seducciones (Girlfriends Films)[11]
- 2014 Mí y a Mi Novia (Girlfriends Films)[12][13]
- 2015 Mujeres Que Buscan Mujeres (Girlfriends Films)[14]
- 2016 Mujeres Que Buscan Mujeres (Girlfriends Films)[15]

## Todo Sexo

### Todo Sexo Lanzamiento del Año
- 2012 los artistas intérpretes o Ejecutantes del Año 2011 (Elegant Angel)[10]
- 2013 D3viance (Estrella De Rock Entertainment/Adam & Eve)[11]
- 2014 Ballena Cuento 6 (Smash Pictures)[12][13]
- 2015 Satisfacer Carter Cruise (New Sensations)[14]
- 2016 Big Booty Audiciones (Elegant Angel)[15]

### Todo Sexo Serie del Año
- 2012 Experimentados Jugadores (Tom Byron Fotos)[10]
- 2013 Bastante Sucio (New Sensations)[11]
- 2014 Bastante Sucio (New Sensations)[12][13]
- 2015 James Deen los 7 Pecados (James Deen/Evil Angel)
- 2016 Angela (AGW Entretenimiento/Girlfriends Films)[15]

## Amateur/Pro-Amateur

### Lanzamiento del Año
- 2012 Puede Anotar 8 (Bang Producciones)[10]
- 2013 Amateur Alumnas 18 (Vídeo Propio)[11]
- 2014 Colegio Amateur Niñas De 6 (Vídeo Propio)[12][13]
- 2015 De Vídeo Propio 850 (Vídeo Propio)[14]
- 2016 Canteranos Video de Sexo de Grupo: El Más Mejor (de Cosecha propia de Vídeo/de Pura diversión)[15]

### Serie Amateur del Año
- De 2013 A La Mierda Con Un Ventilador (Inmoral Producciones/Puro Jugar Los Medios De Comunicación)[11]

### Pro-Amateur Lanzamiento del Año
- 2014 Madre de la Indiscreción (Frutas Prohibidas Films/el Exilio de Distribución)[12]
- 2015 Masturbación Con La Mano El Ganador De 18 (Inmoral Producciones/Puro Jugar Los Medios De Comunicación)[14]
- 2016 Kayden Kross Casting Couch (Airerose de Entretenimiento)[15]

## De Temática Asiática

### Lanzamiento del Año
- 2012 Superstar Showdown 6: Edición Asiática - Asa Akira vs Katsuni (la Realidad de Azul los Medios de comunicación)[10]
- 2013 Yo Soy Asa (Pornstar Imperio/El Exilio De Distribución)[11]
- 2014 Yo Soy Asa 2 (Pornstar Imperio/Exilio)[12][13]
- 2015 Kalina Ryu: Asia Mierda De Juguete (Darkko/Evil Angel)[14]
- 2016 Lluvia De Estrellas (Darkko/Evil Angel)[15]

### Serie
- 2012 Kamikaze Girls (Kamikaze De Entretenimiento)[10]
- 2013 Hola Titty (Tercer Mundo)[11]

## BDSM

### BDSM Lanzamiento del Año
- 2014 Obtener Mi Cinturón (Pornfidelity/Jugosa Entretenimiento)[12][13]
- 2015 Maddy O'Reilly es la Sumisión (Deviant Entretenimiento)[14]
- 2016 Tonos Carmesí 2 (Tolerancia Cero)[15]

## Mejor Dirección De Arte
- 2011 this Ain't Avatar XXX 3D (Hustler Video)[8]
- 2012 El Rocki Whore Picture Show: A Hardcore Parody (Wicked Pictures)[10]
- 2013 Los Cuatro (Adam & Eve)[11]
- 2014 Inframundo (Wicked Pictures)[12][13]
- 2015 Wetwork (Vivid Entertainment)[14]
- 2016 Wanted (Wicked Pictures/Adam & Eve)[15]

## La Mejor Edición
- 2011 Voyeur Dentro (Estudio De Un Entretenimiento) Andrew Blake[8]
- 2012 Combatientes (Digital Playground)[10]
- 2013 Spartacus MMXII El Principio (Londres-Gunn Films/Miko Lee Producciones/Wicked Pictures)[11]
- 2014 Inframundo (Wicked Pictures) Scott Allen[12][13]
- 2015 Wetwork (Vivid Entertainment), Robert De Abril[14]
- 2016 La Presentación de Emma Marx 2: Límites (New Sensations), Eddie Powell Y Gabrielle[15]

## La Mejor Música
- 2013 la Venganza de los Petites (AMKingdom/el Exilio de Distribución)[11]
- 2014 Grease XXX: A Parodia (X-Play/Adam & Eve)[12][13]
- 2015 Not the Jersey Boys XXX (X-Play/Pulso)[14]
- 2016 Wanted (Wicked Pictures/Adam & Eve)[15]

## Mejor Escena De Sexo

### Mejor Escena - Película
- 2013 Lily Carter, Lily LaBeau, Mick Blue, Ramón Nomar, David Perry, Toni Ribas; Páramo (Elegant Angel)[11]
- 2014 Jesse Jane, Stoya, Kayden Kross, Riley Steele, Selena Rose y Manuel Ferrara, Código de Honor (Digital Playground)[12][13]
- 2015 A. J. Applegate y Mr. Pete, Tonos de color Escarlata (Tolerancia Cero)[14]
- 2016 India Summer & Ryan Driller, El Matrimonio 2.0 (León Reach/Adam & Eve)[15]

### Mejor Escena De Parodia
- 2013 Brandy Aniston, Eve Laurence y Dick Chibbles; Star Wars XXX (Axel Braun Producciones/Vivid Entertainment)[11]
- 2014 Kendall Karson y Ryan Driller, el Hombre de Acero XXX: An Axel Braun Parody (Vivid Entertainment)[12][13]
- 2015 Aaliyah Love y Tommy Pistol, American Hustle XXX (Smash Pictures)[14]
- 2016 Kimberly Kane & Ryan Driller, la Mujer Maravilla XXX: An Axel Braun Parody (Vivid Entertainment)[15]

### Mejor Escena Gonzo/No-Característica
- 2013 de Chanel Preston y Nacho Vidal; Nacho Invade América 2 (Nacho Vidal/Evil Angel)[11]
- 2014 Bonnie Rotten, Tony DeSergio, Jordan Ash, Mick Blue y Karlo Karrera, El Gangbang de Bonnie Rotten (New Sensations)[12][13]
- 2015 Adriana Chechik, Mick Blue, James Deen, Erik Everhard, Criss Strokes y John Strong, Gangbang Me (Duro )[14]
- 2016 Jesse Jane y Manuel Ferrara, Jesse: Alfa Female (Jules Jordan Video)

### Mejor Escena De Todo El Sexo
- 2016 Jada Stevens & Wesley Pipes, Interracial Anal (Blacked.com/Jules Jordan)

### La Mejor Escena De La Viñeta De Liberación
- 2013 Riley Steele y Erik Everhard; En Riley's Bragas (Digital Playground)[11]
- 2014 Jada Stevens y Kevin Moore, El Hooker Experiencia (Kevin Moore/Evil Angel)[12][13]
- 2015 Ava Dalush y James Deen, yo Amo a Mi Esposa Caliente (New Sensations)[14]
- 2016 Dani Daniels, Luna Star & Johnny Sins, Vamos a Jugar al Doctor (Brazzers)[15]

### Mejor Escena - Parejas-Temática
- 2013 Lucky Starr y Xander Corvus, el Amor de Una Madre 2 (Hard Candy Películas/Pulso Distribución)[11]
- 2014 Madison Ivy y Mick Blue, Hotel De No Contar (Wicked Pictures)[12][13]
- 2015 Anikka Albrite y Tommy Gunn, Indomable Corazón (Adam & Eve)[14]
- 2016 Riley Reid, Romi Rain y Xander Corvus, Mi Vida Pecaminosa (Dreamzone De Entretenimiento)[15]

### La Mejor Escena - Chica
- 2013 Jesse Jane, Kayden Kross, Riley Steele, Selena Rose y Vicki Chase; Madres & Hijas (Digital Playground)[11]
- 2014 Ariel Rebel y Anissa Kate, Ariel & Lola: Pornochic 24 (Marc Dorcel)[12][13]
- 2015 Kayden Kross y Misha Cross, Misha Cross Abiertos (Manuel Ferrara/Evil Angel)[14]
- 2016 Jessie Andrews & Carter Cruise, Jessie Ama A Las Niñas (Novia De Vídeo/Mile High)[15]

## Mejores Efectos Especiales
- 2011 Bat FXXX: la Oscuridad de la Noche (Bluebird Films)[8]
- 2012 Top Guns (Digital Playground)[10]
- 2013 Star Wars XXX (Axel Braun Producciones/Vivid Entertainment)[11]
- 2014 Inframundo (Wicked Pictures)[12][13]
- 2015 Apocalipsis X (Digital Playground)[14]
- 2016 Salvar A La Humanidad (AMKingdom)[15]

## Mejor Cinematografía
- 2011 Francois Clousot, Jake Jacobs y Mark Nicholson - Velocidad (Wicked Pictures)[8]
- 2012 Mason, Carlos Dee & Alex Ladd - Retrato de una Niña Llamada (Elegant Angel)[10]
- 2013 Jinish Sha - la Venganza de los Petites (AMKingdom/el Exilio de Distribución)[11]
- 2014 Francois Clousot, Alex Ladd, Pablo Woodcrest, Mark Nicholson y David Señor - Inframundo (Wicked Pictures)[12][13]
- 2015 Eli Cruz, Nic Peligro y Alex Ladd - Wetwork (Vivid Entertainment)[14]
- 2016 Alex Ladd - Matrimonio 2.0 (León Reach/Adam & Eve)[15]

## El Proveedor de contenidos del Año
- 2003 El Contenido De La Matriz[16]
- 2004 Vídeo Secretos[16]
- 2005 El Contenido De La Matriz[16]
- 2006 Webmaster Central[16]
- De 2007 De La World Wide Contenido[16]
- 2012 AdultCentro[10]
- 2013 AdultCentro[11]
- 2014 AdultCentro[12][13]
- 2015 Webmaster Central[14]
- 2016 AdultCentro[15]

## Las Parejas De Temática

### Lanzamiento del Año
- 2012 el Amor es un Juego Peligroso (New Sensations)[10]
- 2013 Roto (New Sensations)[11]
- 2014 Orgía De La Universidad (Vivid Entertainment)[12][13]
- 2015 La Liberación Sexual de Anna Lee (New Sensations)[14]
- 2016 El Columpio De La Vida (New Sensations)[15]

### La línea del Año
- 2013 Romance De La Serie (New Sensations)[11]
- 2014 Romance De La Serie (New Sensations)[13]

## Participación Especial de Estrellas del Año

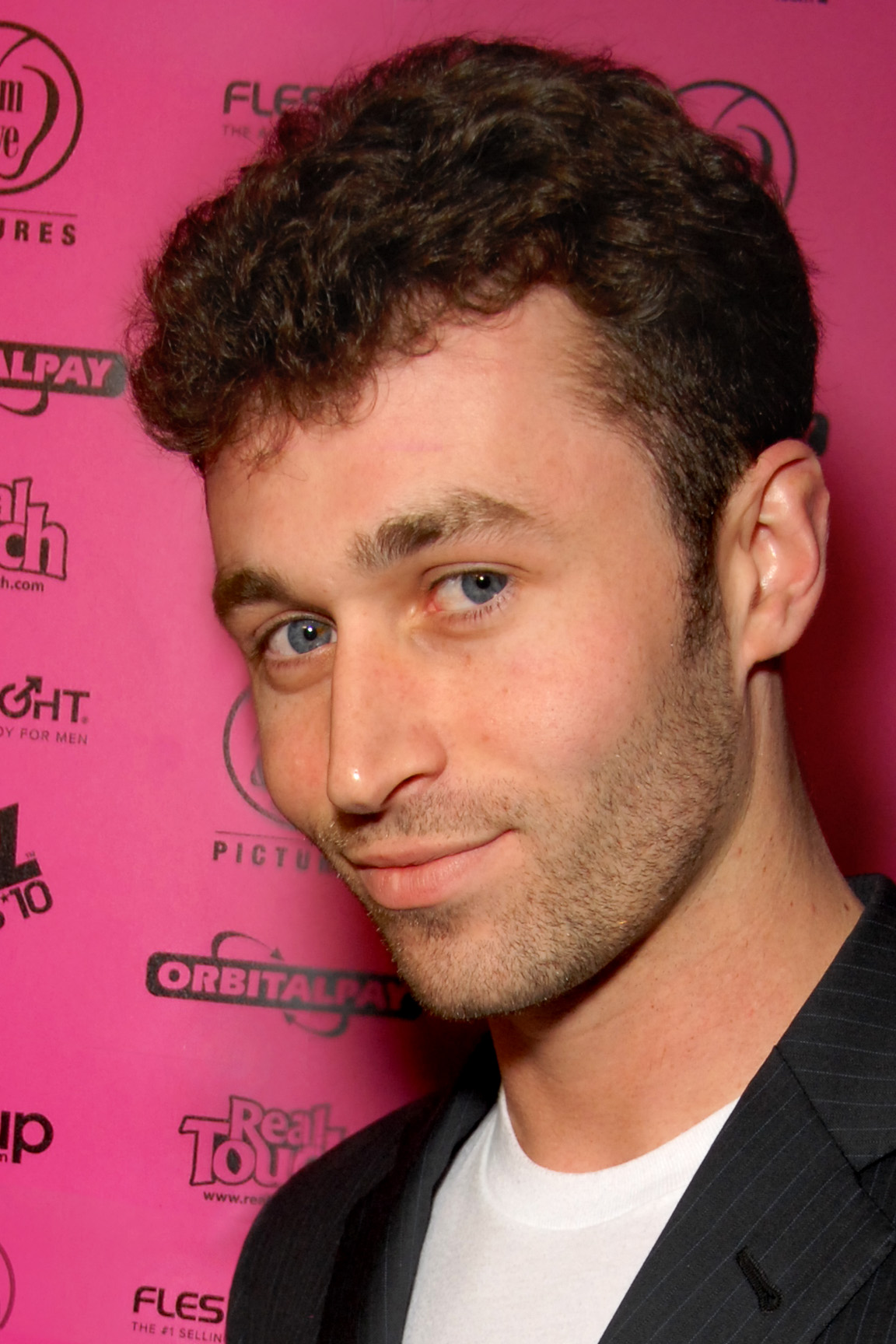
James Deen en el año 2010 en la entrega del Premio XBIZ.

- 2007 Joanna Angel[16]
- 2009 Tera Patrick[16]
- 2010 Sasha Grey[7][9][16]
- 2011 Riley Steele[8]
- 2012 Katsuni[10]
- 2013 James Deen[11]
- 2014 James Deen[12][13]
- 2015 Nikki Benz[14]
- 2016 Lisa Ann[15]

### Crossover Estrella Femenina
- 2008 Stormy Daniels[16]

### Crossover Macho Estrellas
- 2008 Evan Seinfeld[16]

## Empresa De Diseño
- 2003 Wyldesites[16]
- 2004 Wyldesites[16]
- 2005 Dickmans De Diseño[16]
- 2006 Wyldesites[16]
- 2007 Wyldesites[16]

## Estudio de diseño del Año
- 2008 Dickmans De Diseño[16]
- 2009 Dickmans De Diseño[16]
- 2010 Blue Estudios De Diseño[9][16]
- 2011 (empate) Dickmans Diseño y Wyldesites[8]
- 2012 (empate) AdultDesign y Zuzana Diseños[10]
- 2013 Wolume Estudios[11]
- 2014 Zuzana Diseños[12][13]
- 2015 Zuzana Diseños[14]
- 2016 Zuzana Diseños[15]

## Mejor Director del Año

### Director del Año - Cuerpo de Trabajo
- 2009 Belladona[16]
- 2010 Axel Braun[9][16]
- 2011 Lee Roy Myers[8]
- 2012 Robby D.[10]
- 2013 Eddie Powell[11]
- 2014 Axel Braun[12][13]
- 2015 Jacky Santiago[14]
- 2016 Jacky Santiago[15]

### Director del Año - Trabajo Individual/Feature Release
- 2009 Ryder, No Hechizado XXX (X-Play/Adam & Eve)[16]
- 2010 Brad Armstrong, 2040 (Wicked Pictures)[9][16]
- 2012 Graham Travis, Retrato de una Niña Llamada (Elegant Angel)[10]
- 2013 Graham Travis, Páramo (Elegant Angel)[11]
- 2014 Brad Armstrong, Underworld (Wicked Pictures)[12][13]
- 2015 Eli Cruz, Wetwork (Vivid Entertainment)[14]
- 2016 Stormy Daniels, Quería (Wicked Pictures/Adam & Eve)[15]

### Director del Año - No-Característica
- 2013 Mason, Lexi (Elegant Angel)[11]
- 2014 Dana Vespoli, Chica/Chico (Dana Vespoli/Evil Angel)[12]
- 2015 Manuel Ferrara Y Kayden Kross, Misha Cross Abiertos (Manuel Ferrara/Evil Angel)
- 2016 Tori Black, La Verdadera Lujuria (El Arcángel/Girlfriends Films)

### Director del Año - Parodia
- 2013 Axel Braun, Star Wars XXX (Axel Braun Producciones/Vivid Entertainment)[11]
- 2014 Será Ryder, Grasa XXX: UNA Parodia (X-Play/Adam & Eve)[12]
- 2015 Va a Ryder, No el Jersey Boys XXX (X-Play/Pulso)[14]
- 2016 Axel Braun, Batman vs Superman XXX: An Axel Braun Parody (Wicked Pictures)[15]

### Europeo/Director Extranjero del Año
- 2013 Max Candy[11]
- 2014 Herve[12][13]
- 2015 Herve[14]
- 2016 Rocco Siffredi[15]

### Estudios Emergentes
- 2007 Jules Jordan
- 2008 Harmony Films

## Étnica De Liberación
- 2011 Culo Negro Master 4 (Alexander DeVoe/Jules Jordan)[8]

## Europea/Extranjero

### Característica de Lanzamiento del Año
- 2012 Les Filles de la Campagne (Marc Dorcel/Wicked Pictures)[10]
- 2013 Ignominioso Perras (Marc Dorcel/Wicked Pictures)[11]
- 2014 Claire Castel, La Camarera (Marc Dorcel)[12][13]
- 2015 Instituto ruso: Lección 19: Vacaciones a casa de Mis Padres (Marc Dorcel)[14]
- 2016 Cómo me Convertí en una Esclava Sexual (Marc Dorcel/Wicked Pictures)[15]

### No película Lanzamiento del Año
- 2012 Slutty Girls Love Rocco 3 (Rocco Siffredi/Evil Angel)[10]
- 2013 Slutty Girls Love Rocco 4 (Rocco Siffredi/Evil Angel)[11]
- 2014 Cayenne Ama Rocco (Rocco Siffredi Producciones/Evil Angel)[12][13]
- 2015 El inicio de Alina Li (Harmony Films)[14]
- 2016 No Molestar (Rebecca Señor Producciones/El Exilio)[15]

## Director
- 2008 Dcypher

## Película del Año
- 2008 Cargar (SexZ Pictures)
- 2009 Pirates II Stagnetti s Revenge (Digital Playground)[8]
- 2010 El 8º Día (Adam & Eve)[7][9]
- 2011 De La Velocidad (Wicked Pictures)[8]
- 2012 Retrato de una Niña Llamada (Elegant Angel)[10]
- 2013 Páramo (Elegant Angel)[11]
- 2014 Inframundo (Wicked Pictures)[12][13]
- 2015 Wetwork (Vivid Entertainment)[14]
- 2016 Wanted (Wicked Pictures/Adam & Eve)[15]

## Artistas femeninas del año

### Artista Femenina del Año
- 2008 Eva Angelina[17]
- 2009 Jenna Haze[18]
- 2010 Tori Black[7][9]
- 2011 Andy San Dimas[8]
- 2012 Asa Akira[10]
- 2013 Brooklyn Lee[11]
- 2014 Riley Reid[12][13]
- 2015 Anikka Albrite[14]
- 2016 Dani Daniels[15]

### Artista Extranjera Femenina del Año
- 2011 Katsuni[8]
- 2012 Anna Polina[10]
- 2013 Erica Fontes[11]
- 2014 Cayenne Klein[12][13]
- 2015 Misha Cross[14]
- 2016 Angela Blanco[15]

### Chica/chica Artista del Año
- 2014 Abril O'Neil[12][13]
- 2015 Prinzzess[14]
- 2016 Vanessa Veracruz[15]

## Porno Feminista

### Lanzamiento del Año
- 2014 Ocupada (Rosa y Blanco Producciones)[12][13]
- 2015 San Francisco Lesbians (Problemas De Películas/Rosa De Terciopelo)[14]

## Fetiche

### Lanzamiento del Año
- 2012 Los Trabajos Impares 5 (Belladona Entretenimiento/Evil Angel)[10]
- 2013 Fetiche Fanático De 10 (Belladona Entretenimiento/Evil Angel)[11]
- 2014 Samantha 38G & Amigos 2 (Video Sensacional)[12][13]
- 2015 Para el Núcleo (Mental de Belleza/Girlfriends Films)[14]
- 2016 Cómic Freaks y Cosplay Geeks (Burning Angel/el Exilio)[15]

## LGBT Premios
El LGBT en el título se refiere a lesbianas, gays, bisexuales y transexuales de la gente.

### Gay Web Empresa del Año
- 2009 Maleflixxx.tv[19]
- 2010 Compañero De Ganancias[9][16]
- 2011 Lucas Entertainment[8]
- 2012 Desnuda Espada[10]
- 2013 Dominic Ford[11]
- 2014 Next Door Entertainment /Buddy Beneficios[12][13]
- 2015 Lado De La Puerta De Entretenimiento / Buddy Beneficios[14]
- 2016 Cybersocket[15]

### Empresa
- 2005 Cybersocket
- 2006 Cybersocket
- 2007 Cybersocket
- 2008 PrideBucks
- 2009 Cybersocket[16]

### Director del Año
- 2008 Michael Lucas & Tony Demarco[16]
- 2009 Chris Ward, Ben Leon & Tony Demarco[16]
- 2010 Steven Scarborough[9][16]
- 2011 Joe Gage[8]
- 2012 Chris Ward[10]
- 2014 Jake Jaxson[12][13]
- 2015 Jake Jaxson[14]
- 2016 Joe Gage[15]

### Gay Película del Año
- 2008 Vínculo: La Evolución (Channel 1 Releasing)[16]
- De 2009 Hasta El Último Hombre (Raging Stallion Studios)[16]
- 2010 Focus/Reenfocar (Raging Stallion Studios)[9][16]
- 2011 Brutal (Raging Stallion Studios)[8]
- 2012 Asesino (Lucas Entertainment)[10]
- 2013 Incubus Partes 1 & 2 (Titan Medios De Comunicación)[11]
- 2014 Original Pecadores (Lucas Entertainment)[12][13]
- 2015 Una Cosa de la Belleza (CockyBoys)[14]
- 2016 Oraciones Contestadas (CockyBoys)[15]

### Artista Gay del Año
- 2008 Jake Deckard[16]
- 2009 Jackson Wilde[16]
- 2010 (empate) Tyler Saint y Logan McCree[8][9]
- 2011 Spencer Reed[8]
- 2012 Adam Killian[10]
- 2013 Trenton Ducati[11]
- 2014 Jessy Ares[12][13]
- 2015 (Triple Empate) Blaster Sun, El Riqui361 & Hector [14]
- 2016 Blaster Sun[15]

### Gay Estudio del Año
- 2008 Titan Media[16]
- 2009 Titan Media
- 2010 Titan Media[9]
- 2011 Titan Media[8]
- 2012 Titan Media[10]
- 2013 Lucas Entertainment[11]
- 2014 CockyBoys[12][13]
- 2015 Bel Ami[14]
- 2016 Cocky Boys[15]

### Transexual/Transgénero Director del Año
- 2012 Joey Silvera[10]
- 2013 Jay Pecado[11]
- 2014 Joey Silvera[12][13]
- 2015 Joey Silvera[14]
- 2016 Joey Silvera[15]

### Transexual/Transgénero Artista del Año
- 2010 Wendy Williams[9][11]
- 2011 Mia Isabella[8]
- 2012 Jesse Flores[10]
- 2013 Eva Lin[11][20]
- 2014 Venus Lux[12][13]
- 2015 Venus Lux[14]
- 2016 Jessy Dubai[15]

### Transexual/Transgénero Lanzamiento del Año
- 2010 Mi Novia la Polla de 5 (Distrito de Luz Roja de Vídeo)[8][9]
- 2011 America's Next Top Transexual: Temporada 6 (Goodfellas/Devil's Film)[8]
- 2012 She-male Policía 2 (Joey Silvera/Evil Angel)[10]
- 2013 Mia Isabella: ¿Quieres Un Poco De Miel? Vol. 2 (SMC Producciones)[11]
- 2014 American She-Male X 5 (Joey Silvera Producciones/Evil Angel)[12][13]
- 2015 Big Tit She-Male X 2 (Joey Silvera/Evil Angel)[14]
- 2016 Kaitlyn Género: Basado en una Historia Verdadera (Trans500/Pure Play)[15]

### Transexual/Transgénero Estudio del Año
- 2012 Grooby Producciones[10]
- 2013 Tercer Mundo Los Medios De Comunicación[11]
- 2014 Trans 500[12][13]
- 2015 Evil Angel[14]
- 2016 Evil Angel[15]

## Live Cam Modelo del Año
- 2016 Ashe Maree[15]

## Gonzo

### Gonzo Director
- 2008 Jules Jordan

### Gonzo Lanzamiento del Año
- 2009 los artistas intérpretes o Ejecutantes del Año (Evil Angel)[8]
- 2010 Pornstar Workout (Elegant Angel)[9]
- 2011 Pornstar Workout (Elegant Angel)[8]
- 2012 Asa Akira Es Insaciable 2 (Elegant Angel)[10]
- 2013 Lexi (Elegant Angel)[11]
- 2014 De La Piel (Elegant Angel)[12][13]
- 2015 Adoración Culo 15 (Jules Jordan Video)[14]
- 2016 Anikka Anal Sluts (BAM Visiones/Evil Angel)[15]

### Gonzo Liberación - No largometraje
- 2011 Tori, Tarra y Bobbi Amor Rocco (Rocco Siffredi/Evil Angel)[8]

### Gonzo Serie del Año
- 2008 Jack de juegos (Digital Playground)
- 2009 los artistas intérpretes o Ejecutantes del Año (Evil Angel)
- 2010 Big Tits Round Asses (Bang Producciones)[9]
- 2011 Big Wet Asses (Elegant Angel)[8]
- 2012 Phat Bottom Girls (Manuel Ferrara/Evil Angel)[10]
- 2013 Ultimate Fuck Toy (Jules Jordan Video)[11]
- 2014 Internas De La Condenación (Jules Jordan Video)[12][13]
- 2015 Bang Bus (Bang Producciones)[14]
- 2016 El Booty Movie (ArchAngel/Girlfriends Films)[15]

## Interracial

### Interracial Lanzamiento del Año
- 2011 Lex El Empalador 5 (Jules Jordan Video)[16]
- 2012 Lex el Empalador 7 (Jules Jordan Video)[10]
- 2013 Príncipe el Penetrador (Smash Pictures)[11]
- 2014 Las Amas de casa de Lexington Steele (DreamZone de Entretenimiento)[12][13]
- 2015 Dani Daniels Más Profundo (Blacked.com/Jules Jordan)[14]
- 2016 Carter Cruise Obsesión (Blacked.com/Jules Jordan Video)[15]

### Interracial De La Serie
- 2012 Interracial Swingers (Devil's Film)[10]
- 2013 Mandingo Massacre (Jules Jordan Video)[11]

## Tema Latino

### Tema latino de Lanzamiento del Año
- 2012 Made in Xspana 7 (Nacho Vidal/Evil Angel)[10]
- 2013 Made in Xspana 8 (Nacho Vidal/Evil Angel)[11]
- 2014 Chongas 5 (Bang Producciones)[12][13]
- 2015 Latinas on Fire 2 (Jules Jordan Video)[14]
- 2016 Colombiano Fuckfest (Bang Producciones)[15]

### Tema Latino Serie
- 2012 Latino Adulterio (Naughty America)[10]
- 2013 Latino Adulterio (Naughty America/Pure Play Media)[11]

## Contribución a la Industria
- 2008 Sharon Mitchell
- 2009 Phil Harvey (Adam & Eve (negocio))

## Producción de Película
- 2008 Gerard Damiano

## Artista Masculino del Año
- 2008 Evan Stone[16]
- 2009 Manuel Ferrara[16]
- 2010 James Deen[7][9][16]
- 2011 Tommy Gunn[8]
- 2012 Rocco Reed[10]
- 2013 James Deen[11]
- 2014 James Deen[12][13]
- 2015 James Deen[14]
- 2016 Ryan Driller[15]

### Artista extranjero del Año
- 2011 Rocco Siffredi[8]
- 2012 Nacho Vidal[10]
- 2013 Toni Ribas[11]
- 2014 Danny D[12][13]
- 2015 Rocco Siffredi[14]
- 2016 Danny D[15]

## MILF Artista del Año
- 2011 Lisa Ann[8]
- 2012 India Summer[10]
- 2013 Tanya Tate[11]
- 2014 Julia Ann[13]
- 2015 Kendra Lust[14]
- 2016 Kendra Lust[15]
- 2017: Cherie DeVille
- 2018: Brandi Love
- 2019: Bridgette B
- 2020: Bridgette B

## Nuevo Artista Masculino/Mejor actor revelación del Año
- 2010 Dane Cross[7][9]
- 2011 Flash Brown[8]
- 2012 Xander Corvus[10]
- 2014 Tyler Nixon[12][13]
- 2016 Axel Ases[15]

## Nueva Serie del Año
- 2013 Tonight's Girlfriend (Naughty America/Pure Play)[11]

## Mejor Nueva actriz joven
- 2008 Bree Olson[21]
- 2009 Stoya[21]
- 2010 Kagney Linn Karter[7][9][21]
- 2011 Chanel Preston[21]
- 2012 Jessie Andrews[10]
- 2013 Riley Reid[11][22]
- 2014 Christy Mack[12][13]
- 2015 Carter Cruise[14]
- 2016 Abella Danger[15]

## Parody Release of the Year

### Parodia de la Versión del Año-Comedia
- 2010 No los Bradys XXX: Marcia Marcia (X-Play/Hustler Video)[7][9]
- 2012 the Beverly Hillbillies XXX (X-Play/Adam & Eve)[10]
- 2013 Star Wars XXX: UNA Parodia Porno (Axel Braun Producciones/Vivid Entertainment)[11]
- 2014 Grasa XXX: UNA Parodia (X-Play/Adam & Eve)[12][13]
- 2015 No el Jersey Boys XXX (X-Play/Pulso)[14]

### Parodia de la Versión del Año-Drama
- 2012 Top Guns (Digital Playground)[10]
- 2013 Ignominioso Perras (Marc Dorcel/Wicked Pictures)[11]
- 2014 Superman vs Spider-Man: An Axel Braun Parody (Vivid Entertainment)[12][13]
- 2015 Cenicienta XXX: An Axel Braun Parody (Wicked Pictures)[14]
- 2016 Batman v. Superman XXX: An Axel Braun Parody (Wicked Pictures)[15]

## Artista de la Remontada del Año
- 2010 Dyanna Lauren[9]
- 2011 Dale DaBone[8]
- 2012 Príncipe Yahshúa[10]
- 2013 Steven Santa Cruz[11]

## Artista Escaparate del Año
- 2016 Jesse: Hembra Alfa (Jules Jordan Video)[15]

## Guion del Año
- 2011 Nic Andrews, Rawhide 2: Dirty Deeds, (Adam & Eve)[8]
- 2012 Graham Travis, Retrato de una Niña Llamada (Elegant Angel)[10]
- 2013 Jacky Santiago, Rasgado (New Sensations)[11]
- 2014 Jacky Santiago, La Tentación de Eva (New Sensations)[12][13]
- El Año 2015 Marca Logan, Wetwork (Vivid Entertainment)[14]
- 2016 Jacky Santiago, La Presentación de Emma Marx 2: Límites (New Sensations)[15]

## Sexpert del Año
- 2016 Dr. Jess[15]

## La mujer del Año
- 2008 Diane Duke (Free Speech Coalition)[16]
- 2009 Lori Z (El Adulto Broker)[16]
- 2011 Allison Vivas (Pink Visual)[8]
- 2012 Diane Duke (Free Speech Coalition)[10]

## La especialidad de Lanzamiento del Año
- 2012 Jessica Drake's Guía a los Inicuos Sexo: Anal Edición (Wicked Pictures)[10]
- 2013 Adam & Eve Guía para el Kama Sutra (Adam & Eve Pictures)[11]
- 2014 Kama Sutra (Marc Dorcel)[12][13]
- 2015 Jessica Drake Guía para los Malvados Sexo: Plus Tamaño (Wicked Pictures)[14]
- 2016 Increíbles Secretos Sexuales: Mejores Orgasmos (Adam & Eve Pictures)[15]

## Estudio del Año
- 2006 Digital Playground[16]
- 2007 Digital Playground[16]
- 2008 Evil Angel[16]
- 2009 Digital Playground[16]
- 2010 Jules Jordan Video[9][16]
- 2011 Digital Playground[8]
- 2012 Elegant Angel[10]
- 2013 New Sensations[11]
- 2014 Evil Angel[12][13]
- 2015 Duro X[14]
- 2016 Evil Angel[15]

### Europea/Estudio Extranjero
- 2011 Marc Dorcel[8]
- 2012 Marc Dorcel[10]
- 2013 De Marc Dorcel[11]
- 2014 De Marc Dorcel[12][13]
- 2015 De Marc Dorcel[14]
- 2016 Marc Dorcel[15]

### Fetiche Studio
- 2012 Kink.com[10]

### Studio Gonzo
- 2011 Elegant Angel[8]
- 2012 Jules Jordan Video[10]

### Nuevo Estudio
- 2010 Sweet Sinner[9]
- 2013 Caramelos Películas[11]
- 2015 Airerose Entretenimiento[14]
- 2016 Arcángel[15]

### Parodia Studio
- 2011 New Sensations[8]
- 2012 Hustler Video[10]

## Viñeta

### Viñeta Lanzamiento del Año
- 2012 Oficina De Pervertidos 6 (Reality Junkies/Mile High Media)[10]
- 2013 Allie Haze: Verdadero Sexo (Vivid Entertainment)[11]
- 2014 Busty Beauties De Lavado De Coches (Hustler Video)[12][13]
- 2015 Trampas (Frutas Prohibidas Las Películas/Exilio)[14]
- 2016 Una Hotwife Con Los Ojos Vendados 2 (New Sensations)[15]

### Viñeta de la Serie del Año
- 2012 Parada De Autobús De Las Niñas (Smash Pictures)[10]
- 2013 esta Noche de la Novia (Naughty America/Pure Play)[11]
- 2014 esta Noche de la Novia (Naughty America/Pure Play)[12][13]
- 2015 esta Noche de la Novia (Naughty America/Pure Play)[14]
- 2016 esta Noche de la Novia (Naughty America/Pure Play)[15]

## Web y Tecnología

### Innovador Web/Empresa de Tecnología del Año
- 2010 RedLightCenter.com[9][16]

### Innovador Web/Tech Producto del Año
- 2011 AdultCentro[8]
- 2012 PVLocker.com (Pink Visual)[10]
- 2013 WebcamWiz[11]
- 2014 MyFreeSexStore[12][13]
- 2015 ModelCentro[14]
- 2016 CamBuilder (Streamate)[15]

### Empresa de Software del Año
- 2008 Mansión Productions LLC[16]
- 2009 Demasiado Medios De Comunicación[16]
- 2010 2Much.net[9][16]
- 2011 Demasiado Medios De Comunicación[8]
- 2012 Elevada X[10]
- 2013 Mansión Producciones[11]
- 2014 ElevatedX[12][13]
- 2015 ElevatedX[14]

### Web Host del Año
- 2003 Mach10 Hosting[16]
- 2004 Webair[16]
- 2005 Split Inifinity[16]
- 2006 Split Inifinity[16]
- 2007 Red Nacional[16]
- 2008 Webair[16]
- 2009 MojoHost[16]
- 2010 Cavecreek[9][16]
- 2011 MojoHost[8]
- 2012 MojoHost[10]
- 2013 MojoHost[11]
- 2014 MojoHost[12][13]
- 2015 MojoHost[14]
- 2016 MojoHost[15]

## Web De Espectáculos/Shows

### Web Babe/Web Estrellas del Año
- 2008 Sunny Leone[16]
- 2009 Trisha Alta De La Ciudad[16]
- 2010 Jelena Jensen[9][16]
- 2011 Gisele[8]
- 2012 Vicky Corvette[10]
- 2013 Vicky Corvette[11]
- 2014 Evelyn Cates[12][13]
- 2015 Ariel Rebel[14]
- 2016 Kendra Sunderland[15]

## Soluciones Web

### Compañía de Soluciones Web del Año
- 2016 Demasiado Medios de comunicación (NATS)[15]

## Sitios web

### Sitio para adultos (Multi-Género) del Año
- 2007 TheBestPorn.com[16]
- 2012 VideoBox.com[10][23]
- 2013 BangBros.com[11]
- 2014 21Sextury.com[12][13]
- 2014 Brazzers.com[14]

### Sitio para adultos del Año - BDSM
- 2014 DivineBitches.com[12][13]
- 2015 Kink.com[14]
- 2016 Kink.com[15]

### Sitio para adultos del Año - Erótica
- 2015 X-Art.com[14]
- 2016 SexArt.com[15]

### Sitio para adultos del Año - Sitio de fanes
- 2015 FreeOnes.com[14]
- 2016 WoodRocket.com[15]

### Sitio para adultos del Año - Fetiche
- 2014 Clips4Sale.com[12][13]

### Sitio para adultos del Año - Para las Mujeres
- 2016 XConfessions.com[15]

### Sitio para adultos del Año - Gay
- 2011 CorbinFisher.com[8]
- 2012 HotHouse.com[10]
- 2013 BelAmiOnline.com[11]
- 2014 BelAmiOnline.com[12][13]
- 2015 CockyBoys.com[14]
- 2016 BelAmiOnline.com[15]

### Sitio para adultos del Año - MILF
- 2011 Kelly Madison[8]

### Sitio para adultos del Año - Nicho
- 2015 Blacked.com[14]
- 2016 Blacked.com[15]

### Sitio de adultos del Año de la Fotografía
- 2013 Twistys.com[11]
- 2014 HollyRandall.com[12][13]
- 2015 MetArt.com[14]
- 2016 HollyRandall.com[15]

### Sitio para adultos del Año - artista intérprete o Ejecutante
- 2010 Eva Angelina[9][16]
- 2011 Tori Black[8]
- 2012 SunnyLeone.com[10]
- 2013 AlexisTexas.com[11]
- 2014 VickyAtHome.com[12][13]
- 2015 AngelaWhite.com[14]
- 2016 AngelaWhite.com[15]

### Sitio para adultos del Año - al por menor
- 2006 Sextoy.com[16]
- 2007 WantedList[16]
- 2008 Adam & Eve[16]
- 2009 Stockroom.com[16]
- 2010 Fleshlight[9][16]
- 2011 SexToy.com[8]
- 2012 Adam & Eve[10]

### Sitio para adultos del Año - Solo/Chica-
- 2011 Met-Art.com[8]
- 2012 AbbyWinters.com[10]

### Sitio para adultos del Año - Especialidad/Alternativa
- 2013 Kink.com[11]
- 2014 (empate) Kink.com y CrashPadSeries.com[12][13]
- 2015 Sssh.com[14]
- 2016 CrashPadSeries.com[15]

### Sitio para adultos del Año - Studio
- 2011 EvilAngel.com[8]
- 2012 NaughtyAmerica.com[10]
- 2013 NaughtyAmerica.com[11]
- 2014 Brazzers.com[12][13]
- 2015 EvilAngel.com[14]
- 2016 EvilAngel.com[15]

### Sitio para adultos del Año - Transgénero/Transexual
- 2012 WendyWilliamsXXX.com[10]
- 2013 TrannyBox.com[11]
- 2014 EvaLinXXX.com[12][13]
- 2015 Travesti.xxx[14]
- 2016 Trans500.com[15]

### Sitio para adultos del Año - Video
- 2016 Brazzers.com[15]

### Sitio de adultos del Año de la Realidad Virtual
- 2016 BadoinkVR.com[15]

### XBIZ CAM AWARDS 2021
- 2021 Best Cam Model Duo 2021 Pablo Cortés and Sebas Cortés https://www.pablocortesysebascortes.com/
- 2021 Best Female Cam Model 2021 Brielle Day
- 2021 Best Male Cam Model 2021 Maximus787
- 2021 Best MILF Clip Artist 2021 Penny Barber